# Larry Correia
Larry Correia (ur. 1977 w El Nido)  – amerykański pisarz powieści fantasy i science fiction. Jest znany z cykli Monster Hunter International, Grimnoir Chronicles i Saga of the Forgotten Warrior. Jest autorem ponad 20 powieści, opublikował ponad 50 opowiadań i współredagował dwie opublikowane antologie. W 2011 był nominowany do nagrody im. Johna W. Campbella. Dwukrotnie wygrał Audie Award i kilkukrotnie zdobył Dragon Award, w tym za książki Son of the Black Sword, Monster Hunter Memoirs: Grunge oraz House of Assassins.  W 2014 rozpoczął kampanię Sad Puppies, aby nominować prace do nagrody Hugo, w tym jego własne, które, jak twierdził, były często niesprawiedliwie pomijane przez wyborców na rzecz dzieł literackich lub opowiadań o postępowych motywach politycznych.